# Alexander Ramati
Alexander Ramati, all'anagrafe David Solomonovich Grinberg (Brėst, 20 dicembre 1921 – Montreux, 18 febbraio 2006) è stato uno scrittore, sceneggiatore e regista polacco.

## Biografia
Durante la seconda guerra mondiale ha lavorato come giornalista di guerra. Entrò ad Assisi con le forze alleate nel giugno del 1944 e lì incontrò per la prima volta Rufino Niccacci. Più tardi lo intervistò e scrisse nel 1978: "The Assisi Underground".Nel 1985 ha diretto un adattamento cinematografico del libro. Nel 1986 ha scritto "And the Violins Stopped Playing: A Story of the Gypsy Holocaust", che ha anche adattato a un film, nel 1988. Era sposato con l'attrice Didi Ramati.

## Filmografia

### Sceneggiatore, regista e attore

#### Cinema
- The Desperate Ones (1967)
- Assisi Underground (The Assisi Underground) (1985)

### Attore

#### Serie TV
- Behind Closed Doors – serie TV, episodi 1x3 (1958)

### Sceneggiatore, regista e produttore

#### Cinema
- Sands of Beersheba (1964)
- And the Violins Stopped Playing (1988)

### Sceneggiatore

#### Cinema
- Commandos in azione (Einer spielt falsch), regia di Menahem Golan (1965)
- Sie sind frei, Doktor Korczak, regia di Aleksander Ford (1975)

### Sceneggiatore e produttore

#### Televisione
- The Two Mrs. Carrolls, regia di John Newland (1961)